# ICD-11
ICD-11은 질병 및 관련 건강 문제의 국제 통계 분류(ICD) 11차 개정판으로, 세계 보건 기구에서 질병과 증상 등을 분류해놓은 것이다. 2018년 6월 18일 발표되었고 2022년 1월 1일부터 효력을 지닌다.

## 변경사항
아스퍼거 증후군이 삭제되었다.

## 같이 보기
- ICD-9
- DSM-5
- ICD-10